# やまと総合センター
やまと総合センター（やまとそうごうセンター）は、岐阜県郡上市にある運動に関する複合施設である。

## 概要
生涯学習振興（スポーツ・文化活動など）の拠点施設である。
郡上郡大和町により1999年（平成11年）にやまと総合センター として開館。2004年（平成16年）3月1日に大和町を含む郡上郡の7町村合併で郡上市が発足後も名称変更はされていない。
指定管理者制度を導入しており、NPO法人スポーツフラッグGが管理運営する。

## 施設

### 1階
- アリーナ - 広さは1,470 m2。バスケットボールコート2面、バレーボールコート2面、バドミントンコート8面、テニスコート2面の使用が可能。
- 会議室
- 放送室
- トレーニング室
- 救護室
- 更衣室
- シャワー室
- 展示室

### 2階
- 観客室（278席）

## 利用案内
- 住所：岐阜県郡上市大和町徳永290
- 開館時間：9:00 - 22:00[6]
  - 2022年（令和4年）現在、日曜日及び月曜日の祝日は9:00 - 18:00[2]
- 休館日：月曜日（その日が祝日の場合は翌日）、年末年始（12月29日 - 1月3日）

## 交通アクセス

### 公共交通機関
- 長良川鉄道越美南線「徳永駅」下車、徒歩で約3分。

### 自動車
- 東海北陸自動車道 ぎふ大和ICより約3分。

## 周辺施設
- 郡上市役所大和庁舎
- 大和郵便局
- 大和生涯学習センター
- JAめぐみの大和南支店
- 郡上市立大和南小学校